# Vulpia ciliata
Espèce
Vulpia ciliata, la Vulpie ciliée, est une espèce de plantes monocotylédones de la famille des Poaceae, sous-famille des Pooideae, originaire d'Eurasie.
Ce sont des plantes herbacées annuelles de 30 cm de haut. La fleur de cette espèce se distingue par la présence d'une seule étamine.

## Taxinomie

### Synonymes
Selon Catalogue of Life (13 décembre 2017) :
- Distomischus ciliatus (Dumort.) Dulac
- Festuca aetnensis (Tineo) Walp., nom. illeg.
- Festuca ambigua Le Gall
- Festuca barbata var. danthonii (Asch. & Graebn.) Hack. & Briq.
- Festuca barbata var. imberbis (Vis.) Hack. & Briq.
- Festuca ciliata Danthoine ex DC., nom. illeg.
- Festuca ciliata var. glabra (F.Towns.) Tourlet
- Festuca ciliata var. glabrescens Döll
- Festuca ciliata var. imberbis Vis.
- Festuca danthonii Asch. & Graebn.
- Festuca danthonii var. imberbis (Vis.) Asch. & Graebn.
- Festuca danthonii var. penicillata Murb.
- Festuca exigua Litv.
- Festuca gaudiniana Guss.
- Vulpia aetnensis Tineo
- Vulpia aetnensis var. imberbis (Vis.) Henrard
- Vulpia ambigua (Le Gall) More
- Vulpia ciliata subsp. ambigua (Le Gall) Stace & Auquier
- Vulpia ciliata var. danthonii (Asch. & Graebn.) Maire & Weiller
- Vulpia ciliata f. depauperata Roshev.
- Vulpia ciliata var. glabra F.Towns.
- Vulpia ciliata var. hymettia Hausskn.
- Vulpia ciliata var. imberbis (Vis.) Hayek
- Vulpia ciliata var. plumosa Boiss.
- Vulpia ciliata f. pubescens Pamp.
- Vulpia ciliata var. tripolitania (Pamp.) Maire & Weiller
- Vulpia danthonii (Asch. & Graebn.) Volkart, nom. superfl.
- Vulpia danthonii var. tripolitania Pamp.
- Vulpia gaudiniana (Guss.) N.Terracc.
- Vulpia mandaliscae Lojac.
- Vulpia myuros var. ciliata (Dumort.) Bonnier & Barratte
- Vulpia unioloides Lojac.

### Liste des sous-espèces et variétés
Selon Tropicos (13 décembre 2017) (Attention liste brute contenant possiblement des synonymes) :
- sous-espèces :
  - Vulpia ciliata subsp. ambigua (Le Gall) Stace & Auquier
  - Vulpia ciliata subsp. ciliata
- variétés :
  - Vulpia ciliata var. hispida Paunero
  - Vulpia ciliata var. plumosa Boiss.

## Description
Les fleurs sont de couleur verte disposées en épi d'épillets. Plante hermaphrodite, autogame dont la dissémination s'effectue par épizoochorie. Les limbes peuvent atteindre une longueur d'environ 10 cm et une largeur de 2 mm.